# Лучоб (парк)
Парк «Лучоб» (Лучобский парк, тадж. Боғи Лучоб) — парк в Таджикистане. Расположен у высокого одноимённого холма (около 60 м над уровнем реки), возвышающегося над реками Лючоб и Душанбинка в северо-западной части города Душанбе (район Сино).

## Характеристика
Лучобский парк (или холм)  расположен  на излучине рек Лючоб и Варзоб. Состоит в северной части — из посёлка Лучоб, комплекса зданий Института физической культуры, в южной — одноименного парка и мемориальной площадки известным деятелям культуры и науки Таджикистана и далее на запад — на излучине рек, расположен комплекс зданий Таджикского национального университета. 
Территория парка благоустроенна, снабжена дорожками, питьевыми фонтанчиками. Сюда, серпантином вдоль склона холма, приведена асфальтированная дорога обустроенная площадками для автостоянок. Общая площадь Лучобского парка составляет 10 га.

## История
Лучобский парк начал создаваться в послевоенные годы на излучине рек Лучоб и Варзоб у высокого  одноименного холма  в северо западной части  г. Душанбе. В 1980 году в южной части парка (на Лучобском холме) был построен надгробный мавзолей Мирзо Турсун-заде, Народного поэта Таджикистана (авторы проекта, архитектор Б. Зухурдинов, скульптор Д. Рябичев) с каскадом лестниц и обзорных площадок. 

## Мемориальный комплекс
С западной стороны от мавзолея Мирзо Турсун-заде, чуть ниже, на озеленённом участке, устроена мемориальная площадь, известная среди душанбинцев как «Лучобское кладбище», которую окружают надгробные памятники и мемориальные плиты известным деятелям культуры и науки Таджикистана — литераторам, Лоику Шерали, Джалолу Икроми, Фазлиддину Мухаммадиеву, ученым, Рауфу Баратову, Мухаммаджону Шакури, артистам, Малике Сабировой, Туфе Фозыловой, Асли Бурханову, Гафару Валамат-Заде и другим. Памятники выполнены в виде бюстов или памятных стел из мрамора, гранита, бетона и металла.
В октябре 2017 года останки бывших руководителей Таджикистана Джаббора Расулова и Бободжона Гафурова, народного поэта Боки Рахимзода, академика Мухаммада Осими, ученых Камола Айни и Мукаддимы Ашрафи были перенесены на кладбище Лучоб из реконструируемого парка культуры и отдыха имени Садриддина Айни.